# (3977) Maxine
(3977) Maxine es un asteroide perteneciente al cinturón de asteroides, descubierto el 14 de junio de 1983 por Carolyn Shoemaker desde el Observatorio del Monte Palomar, Estados Unidos.

## Designación y nombre
Designado provisionalmente como 1983 LM. Fue nombrado Maxine en homenaje a la entomóloga estadounidense "Maxine Shoemaker Heath", cuñada de la descubridora.